# 威爾斯貓
威尔士猫（英語：Cymric；/ˈkɪmrɪk/ KIM-rik, /ˈkʌm-/ KUM-）是家猫的一个品种，部分猫协会将其当做曼島貓的长毛变种，因此又叫長毛曼島貓（Longhair Manx）。其名“Cymru”即是威尔士语中威尔士的意思，但实际上这种猫和威尔士没有什么关系。它可能就是源自威尔士附近的曼島，但一些来源称其为加拿大人培育出的品种，1976年联合威尔士猫协会（United Cymric Association）成立，并开始推广此品种。